# Norlindhia
Norlindhia là một chi thực vật có hoa trong họ Cúc (Asteraceae).

## Loài
Chi Norlindhia gồm các loài: